# Fosforescenza
La fosforescenza è un fenomeno di emissione radiativa, caratteristica di alcune sostanze a seguito di eccitazione elettronica, derivante dal decadimento degli elettroni a livelli quantici di minore energia. Si distingue dalla fluorescenza perché in quest'ultima l'effetto è immediato e si interrompe appena viene interrotta la fonte di energia, mentre nella fosforescenza l'effetto continua anche dopo. Il principio, semplificato, è lo stesso: una fonte di energia, in genere composta da luce visibile o radiazione ultravioletta, eccita gli atomi, facendo saltare alcuni elettroni su un orbitale atomico più esterno. Quando questi tornano su un orbitale interno, emettono fotoni e quindi luce.

## Descrizione

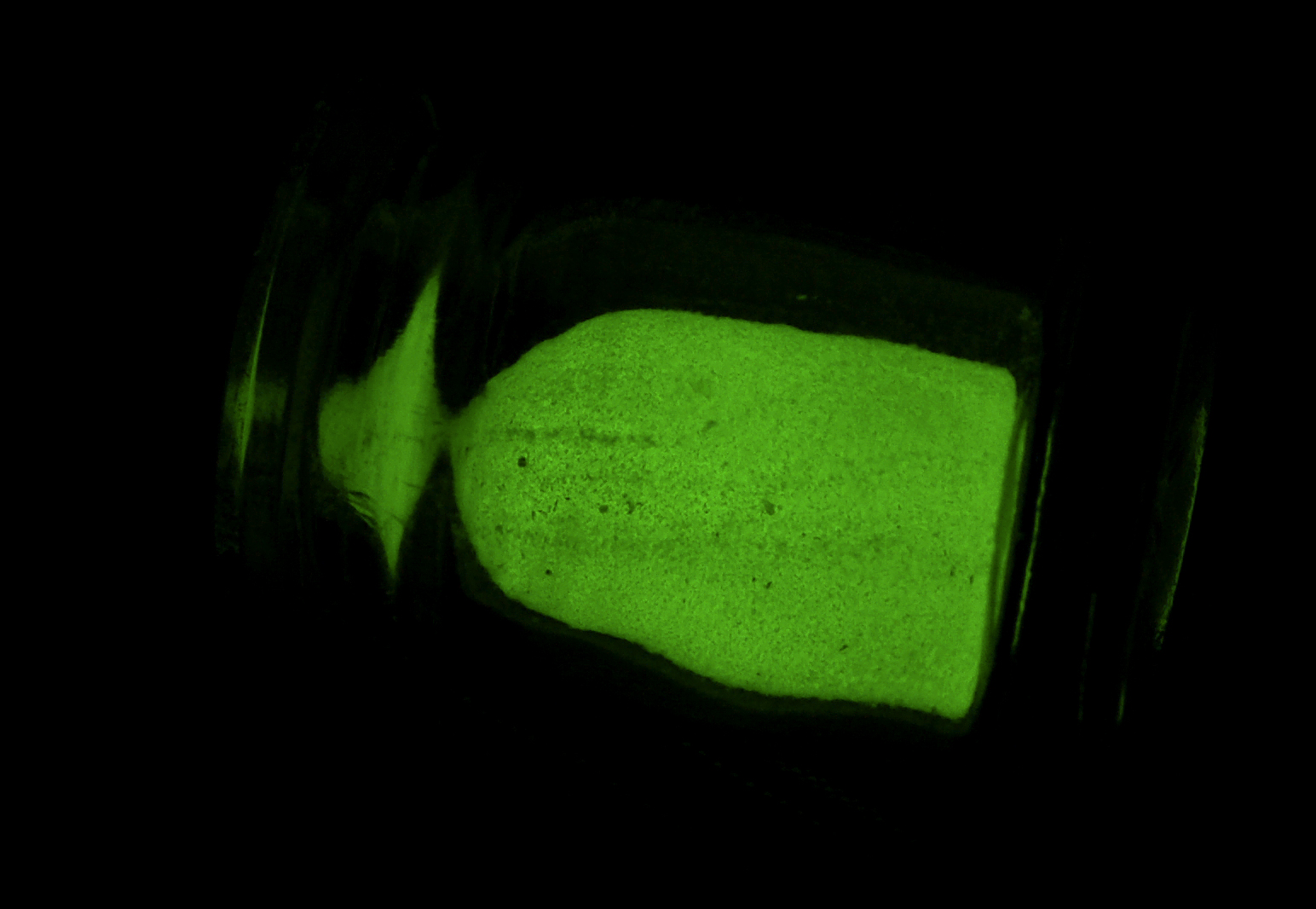
Il termine "fosforescenza" deriva dalla caratteristica colorazione, osservabile al buio, assunta dal fosforo bianco in seguito ad ossidazione all'aria.

Questo fenomeno si osserva in quanto gli elettroni presenti nel livello orbitalico fondamentale passano, per azione di una fonte eccitatrice, che può essere ad esempio un fotone, ad un livello superiore di singoletto (molteplicità spettrale unitaria, presenza di elettroni appaiati). Successivamente, oltre ad altri fenomeni di decadimento non radiativo, il ritorno allo stato fondamentale stabile con emissione raggiante può avvenire essenzialmente con due modalità: una conversione singoletto-singoletto o, alternativamente, un passaggio ad una configurazione quantomeccanica di tipo tripletto (molteplicità spettrale tre, presenza di due elettroni spaiati) e il successivo decadimento allo stato fondamentale di singoletto (conversione intersistema).
Nel primo caso si ha emissione raggiante fluorescente mentre nel secondo si verifica il fenomeno dell'emissione fosforescente. Oltre alla già descritta differenza fondamentale esistente tra i due fenomeni luminescenti, è da notare che il decadimento che produce fosforescenza è temporalmente più lungo (10−3 s contro 10−9 - 10−12 s) di quello implicante la fluorescenza: la fosforescenza segue con un certo ritardo l'eccitazione e si protrae anche qualche minuto oltre. Questa lentezza è dovuta al fatto che la transizione da tripletto a singoletto è teoricamente proibita dalle regole di selezione, implicando una variazione della molteplicità di spin. Tale apparente contraddizione è giustificata dall'interazione spin-orbita.
La radiazione emergente risulta essere meno energetica, quindi caratterizzata da una lunghezza d'onda maggiore, in quanto durante il processo di de-eccitazione, parte dell'energia viene utilizzata per ristabilire lo stato di singoletto, altra viene persa durante il passaggio dell'elettrone nei sottolivelli vibrazionali dello stato eccitato.
La diminuzione di temperatura ostacola i processi di rilassamento competitivi (quenching) e porta ad un aumento della resa quantica fosforescente, resa Φ definita dall'equazione Φ = ΦF/ΦA dove ΦF e ΦA sono, rispettivamente, i quanti di radiazione emessa ed assorbita.
In pratica è possibile produrre fosforescenza da sostanze che in condizioni normali non sono fosforescenti lavorando alla temperatura dell'azoto liquido.